# Třída Duke of Edinburgh
Třída Duke of Edinburgh byla třída pancéřových křižníků Britského královského námořnictva. Celkem bylo postaveno šest jednotek této třídy. Ve službě byly v letech 1906–1921. První dvě jednotky byly dokončeny podle původního projektu a zbývající čtyři byly upraveny na základě zkušeností z rusko-japonské války. Druhá skupina lodí bývá často pojímána jako samostatná třída. Křižníky se účastnily první světové války. Dva byly potopeny v bitvě u Jutska. Další dva byly ztraceny mimo bojové nasazení. Tato třída představovala první plavidla britského námořnictva, která navrhl konstruktér Philip Watts.

## Stavba
Stavba prvních dvou pancéřových křižníků této třídy byla objednána v rámci stavebního programu pro roky 1902/1903, přičemž další čtyři byly objednány programu 1903/1904. Jejich vývoje se ujal Philip Watts. Oproti předcházejícím třídám Monmouth a Devonshire bylo upuštěno od omezení výtlaku, takže se do výzbroje vrátily těžké 234mm kanóny, čímž došlo k výraznému posílení jejich palebné síly. Dva křižníky první skupiny byly postaveny v letech 1903–1906.
Druhá skupina čtyř křižníků byla v letech 1904–1907 postavena v modifikované podobě. Do jejich konstrukce byly zapracovány poznatky z rusko-japonské války, což se odrazilo především v zesílení jejich výzbroje. Zcela bylo upuštěno od kasematy se 152mm kanóny, naopak posílena byla baterie těžkých kanónů, které mohly díky svému umístění střílet téměř za každého počasí. Křižníky skupiny Warrior navíc měly dobré nautické vlastnosti, takže si obecně získaly velmi dobrou reputaci.
Jednotky třídy Duke of Edinburgh:
| Jméno             | Loděnice                     | Založení kýlu     | Spuštěna           | Vstup do služby   | Poznámka                                             |
| ----------------- | ---------------------------- | ----------------- | ------------------ | ----------------- | ---------------------------------------------------- |
| Black Prince      | Thames Iron Works, Blackwall | 3. června 1903    | 8. ledna 1904      | 17. března 1906   | Dne 31. května 1916 potopen v bitvě u Jutska.        |
| Duke of Edinburgh | Pembroke Dockyard            | 11. února 1903    | 14. června 1904    | 20. ledna 1906    | Prodán do šrotu 1920.                                |
| Achilles          | Armstrongs, Elswick          | 22. února 1904    | 17. června 1905    | 22. dubna 1907    | Prodán do šrotu 1921.                                |
| Cochrane          | Fairfield, Govan             | 24. března 1904   | 20. května 1905    | 18. února 1907    | Ztroskotal 1918.                                     |
| Natal             | Vickers, Barrow              | 6. ledna 1904     | 30. září 1905      | 5. března 1907    | Dne 31. prosince 1915 se potopil po vnitřní explozi. |
| Warrior           | Pembroke Dockyard            | 5. listopadu 1903 | 25. listopadu 1905 | 12. prosince 1906 | Dne 1. června 1916 potopen v bitvě u Jutska.         |

## Konstrukce

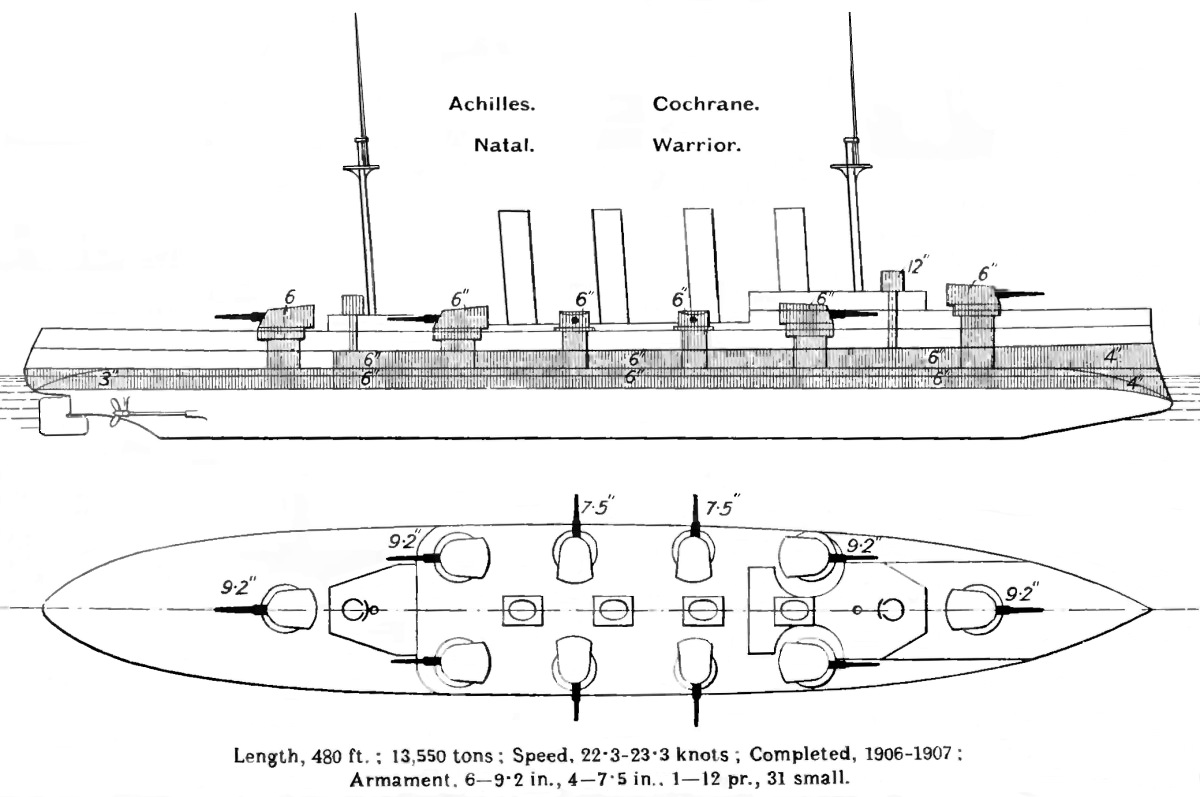
Schéma výzbroje HMS Warrior. Ukazuje přidané čtyři jednohlavňové věže se 190mm kanóny.

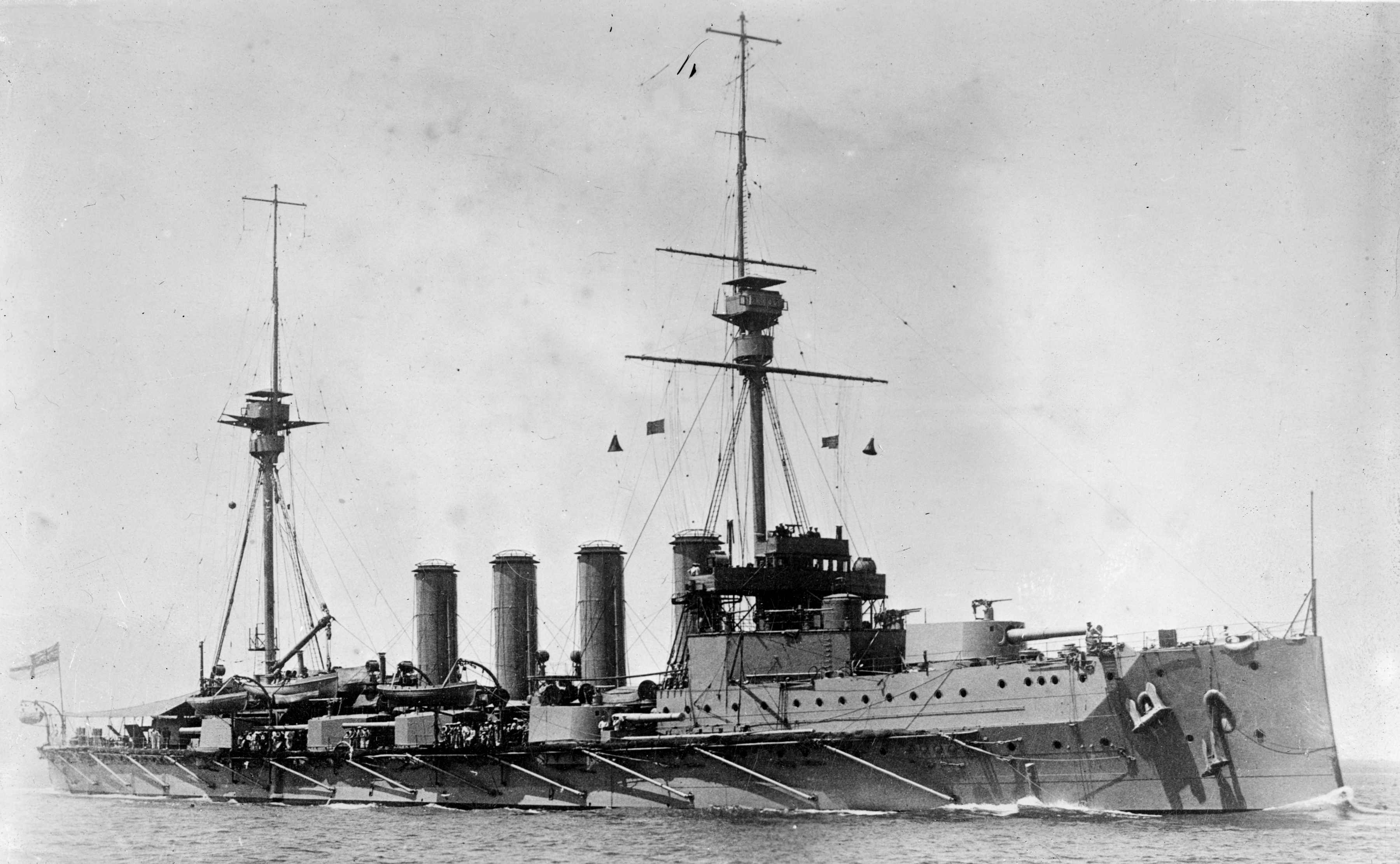
HMS Achilles patřící ke druhé skupině třídy Duke of Edinburgh

### PodtřídaDuke of Edinburgh
Přibližně polovinu délky boků chránil 76–152mm silný pancéřový pás. 152mm pancíř kryl i barbety věží a kasematy. Hlavní výzbroj představovalo šest 234mm kanónů, které byly umístěny v jednohlavňových věžích. Dvě věže byly na přídi a zádi v ose lodě, zbylá čtveřice stála po stranách předního a zadního komínu. Sekundární ráži tvořilo deset 152mm kanonů v bočních kasematech. Kasematy ovšem byly nízko nad hladinou, což ztěžovalo použití děl i při mírně zhoršeném počasí. Lehkou výzbrojí bylo dvacet dva 47mm kanónů sloužících k obraně proti torpédovým člunům a jiným lehkým plavidlům. Neseny byly rovněž tři 457mm torpédomety. Pohonný systém tvořilo dvacet vodotrubních kotlů Babcock, šest cylindrických kotlů a dva čtyřválcové parní stroje s trojnásobnou expanzí, o výkonu 23 000 ihp, pohánějící dva lodní šrouby. Nejvyšší rychlost dosahovala 23 uzlů.

### PodtřídaWarrior
Čtyři křižníky podtřídy Warrior měly změněné složení hlavní výzbroje. Šestice 234mm kanónů zůstala beze změny, původní 152mm kanóny však byly nahrazeny čtyřmi 190mm kanóny v jednohlavňových věžích. Všechna hlavní děla tak byla soustředěna na jedné palubě umístěné vysoko nad hladinou, což umožnilo jejich použití i při neklidném moři. Počet 47mm kanónů byl zvýšen na dvacet šest hlavní, počet torpédometů zůstal nezměněn. Pancéřování bylo mírně upraveno. Pohonný systém zůstal stejný, stejně jako maximální rychlost plavidel.

## Osudy

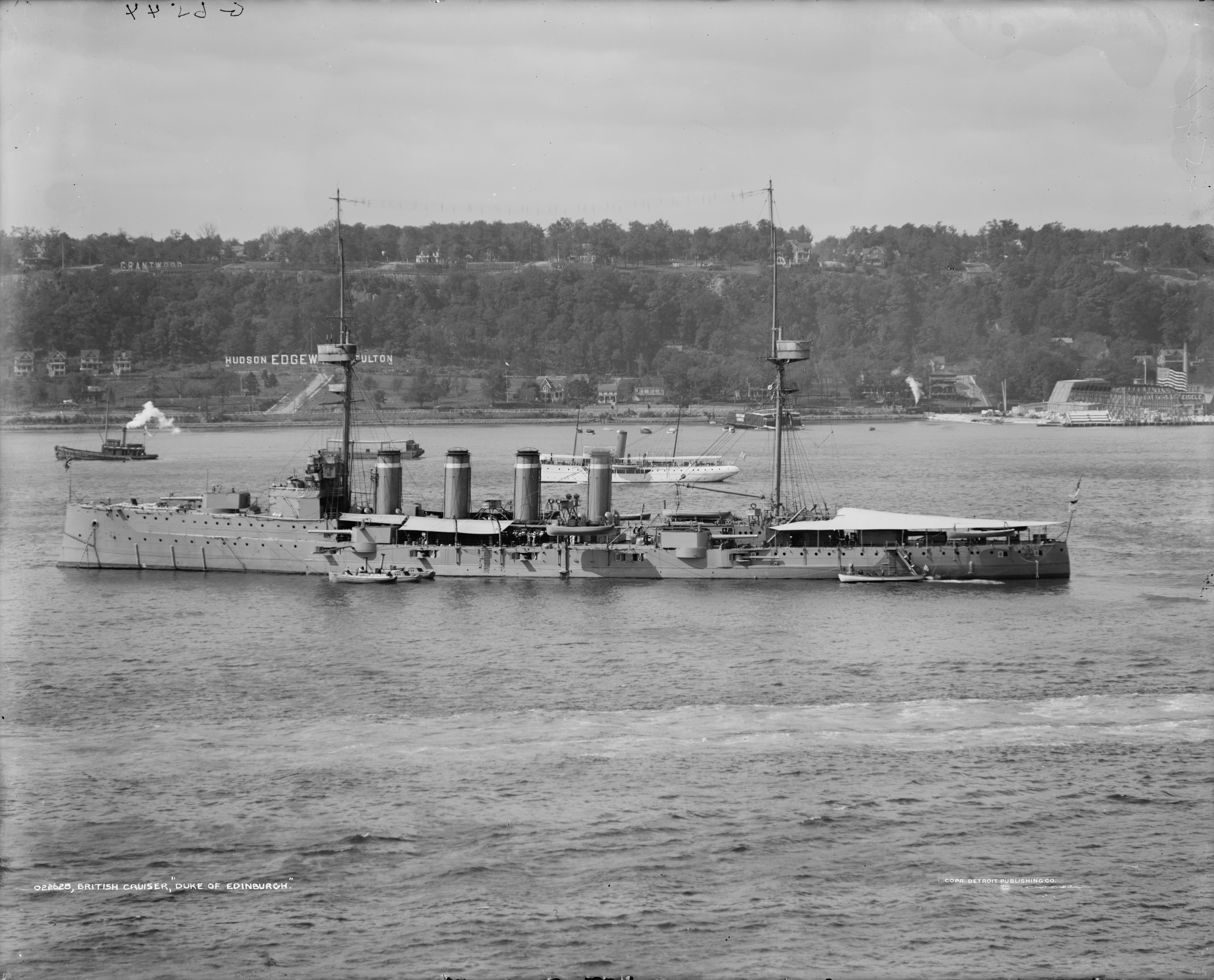
Duke of Edinburgh

Bllack Prince a Warrior se účastnily pronásledování křižníků Goeben a Breslau. Natal se v prosinci 1915 potopil po vnitřní explozi. Warrior, Duke of Edinburgh, Black Prince a Cochrane byly nasazeny v bitvě u Jutska. Black Prince a Warrior byly v bitvě potopeny. Cochrane ztroskotal v listopadu 1918 v ústí řeky Mersey a byl sešrotován. Zbylé lodě byly sešrotovány na počátku 20. let.